# 400 mètres haies masculin aux championnats du monde d'athlétisme 2007
Navigation
Helsinki 2005 Berlin 2009

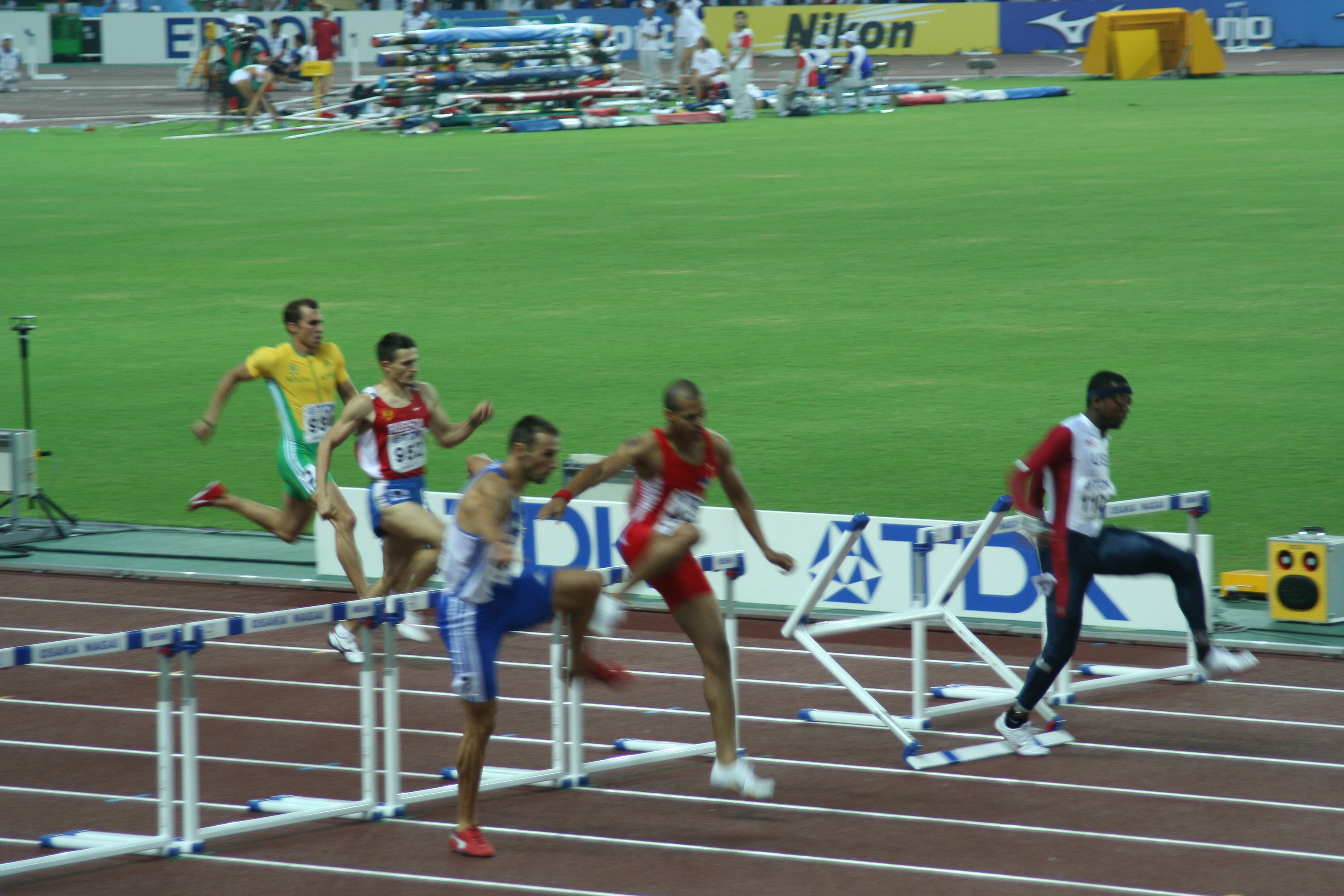
Photo prise durant les demi finales de la compétition

L'épreuve du 400 mètres haies masculin des championnats du monde d'athlétisme 2007 s'est déroulée du 25 au 28 août 2007 dans le Stade Nagai d'Osaka, au Japon. Elle est remportée par l'Américain Kerron Clement.

## Résultats

### Finale
| Rang               | Athlète            | Pays                   | Temps   | Notes |
| ------------------ | ------------------ | ---------------------- | ------- | ----- |
| Médaille d'or      | Kerron Clement     | États-Unis             | 47 s 61 | WL    |
| Médaille d'argent  | Félix Sánchez      | République dominicaine | 48 s 01 | SB    |
| Médaille de bronze | Marek Plawgo       | Pologne                | 48 s 12 | NR    |
| 4                  | James Carter       | États-Unis             | 48 s 40 |       |
| 5                  | Danny McFarlane    | Jamaïque               | 48 s 59 |       |
| 6                  | Periklís Iakovákis | Grèce                  | 49 s 25 |       |
| 7                  | Derrick Williams   | États-Unis             | 52 s 97 |       |
| —                  | Adam Kunkel        | Canada                 | DNF     |       |

## Légende
Records et Performances
- AR : Record continental (area record)
- CR : Record des championnats (championship record)
- MR : Record du meeting (meet record)
- NR : Record national (national record)
- OR : Record olympique (olympic record)
- PR : Record paralympique (paralympic record)
- PB : Record personnel (personal best)
- SB : Meilleure performance personnelle de la saison (season's best)
- WL : Meilleure performance mondiale de l'année (world leader)
- WJR : Record du monde junior (world junior record)
- WR : Record du monde (world record)

Circonstances et Conditions
- DNF : N'a pas terminé (did not finish)
- DNS : N'a pas pris le départ (did not start)
- DQ : Disqualification (disqualification)
- NM : Aucun essai valable enregistré (No Mark)
- Q : Qualifié « directement » au prochain tour (ou à la prochaine compétition), lors d'une compétition majeure, grâce au classement ou à la réalisation des minima (automatic qualifier)
- q : Qualifié au prochain tour (ou à la prochaine compétition), lors d'une compétition majeure, grâce au repêchage ou à la réalisation de l'une des meilleures performances parmi celles des « non qualifiés directement » (grâce au meilleur temps ou à la meilleure distance par exemple) (secondary qualifier)